# Song Seung-heon
Song Seung-heon (Hangul: 송승헌; Seúl, 5 de octubre de 1976) es un actor y modelo surcoreano.

## Biografía
También posee el Sinsa-dong, parte de la cadena de restaurantes italianos Blacksmith, lanzada por Caffe Bene.
En el 2015 comenzó a salir con la actriz china Liu Yifei, sin embargo la relación finalizó en el 2018.

## Carrera
Es miembro de la agencia "King Kong by Starship" (previamente conocida como "King Kong Entertainment") de Starship Entertainment (스타쉽 엔터테인먼트).
Seung-heon se dedicó a la actuación, convirtiéndose en una estrella debido al éxito de la serie Otoño en mi corazón, la cual protagonizó. 
Se confirmó como una estrella Hallyu en 2003 con la exitosa Aroma de verano.
En 2009 fundó su propia agencia de talentos, Storm S Company (más tarde rebautizada como Better ENT). Actualmente dirige a los actores Kim Min-jung, Chae Jung-an y Goo Jae-yi. 
El 26 de octubre del 2019 se unió al elenco principal de la serie The Great Show donde dio vida a Wi Dae-han, un atractivo y novato político que tiene un ingenio rápido y la capacidad de dar discursos impecables, que sueña con implementar la justicia en la sociedad, hasta el final de la serie el 15 de octubre del mismo año.
El 25 de mayo del 2020 se unió al elenco de la serie Shall We Eat Dinner Together? (también conocida como "Dinner Mate") donde interpretó al gentil Kim Hae-kyung, un  psiquiatra y psicólogo de alimentos, que analiza a las personas mientras las observa comer y utiliza la práctica poco común de tratar a sus pacientes a través de los alimentos y comidas, siendo brutalmente honesto cuando se trata de criticar la comida, hasta el final de la serie el 14 de julio del mismo año.
El 18 de junio de 2021 se unió al elenco principal de la serie Voice 4 donde dio vida al oficial Derek Jo, hasta el final de la serie el 31 de julio del mismo año. La serie es la cuarta entrega de la serie Voice.
En 2022 se unió al elenco de la serie Black Knight, donde interpretará a Ryu Seok, el único hijo del presidente del Grupo Chun Myung, Ryu Hae-jin, cuyos celos por los logros de su padre se han transformado en una crueldad despiadada y viciosa. Está obsesionado con la idea de probarse a sí mismo, lo que lo lleva a enfrentarse a 5-8.
Está en pláticas para unirse al elenco de la película Hidden Face

## Embajador
En 2011 fue nombrado embajador cultural por la Korea Foundation. Su función era para promover la lengua, comida y otros patrimonios culturales coreanos en el extranjero.
En 2015 fue nombrado como embajador promocional para el Servicio de Impuestos Nacionales.

## Filmografía

### Series de televisión
| Año  | Título                        | Rol                                           | Red  | Notas        |
| ---- | ----------------------------- | --------------------------------------------- | ---- | ------------ |
| 1996 | Three Guys and Three Girls    | Seong-heon                                    | MBC  |              |
| 1997 | Beautiful Lady                |                                               | SBS  |              |
| 1997 | You and I                     | Park Min-kyu                                  | MBC  |              |
| 1998 | Winners                       |                                               | SBS  |              |
| 1999 | Happy Together                | Seo Ji-suk                                    |      |              |
| 1999 | Love Story: "Message"         |                                               | SBS  |              |
| 2000 | Popcorn                       | Lee Young-hoon                                |      |              |
| 2000 | Autumn in My Heart            | Yoon Joon-seo                                 | KBS2 |              |
| 2001 | Law Firm                      | Jung Young-woong                              | SBS  |              |
| 2003 | Summer Scent                  | Yoo Min-woo                                   | KBS2 |              |
| 2008 | East of Eden                  | Lee Dong-chul                                 | MBC  |              |
| 2011 | My Princess                   | Park Hae-young                                | MBC  |              |
| 2012 | Dr. Jin                       | Jin Hyuk                                      | MBC  |              |
| 2013 | When a Man Falls in Love      | Han Tae-sang                                  | MBC  |              |
| 2017 | Saimdang, Memoir of Colors    | Lee Gyeom                                     | SBS  |              |
| 2017 | Black                         | Han Moo-gang (Detective) / Black (parca #444) | OCN  |              |
| 2018 | Player                        | Kang Ha-ri                                    | OCN  |              |
| 2019 | The Great Show                | Wi Dae-han                                    |      | 16 episodios |
| 2020 | Shall We Eat Dinner Together? | Psiq. Psic. Kim Hae-kyung                     | MBC  | 32 episodios |
| 2021 | Voice 4                       | Derek Jo                                      | OCN  | [ 16 ]       |

### Series web
| Año  | Título       | Personaje | Plataforma | Notas         |
| ---- | ------------ | --------- | ---------- | ------------- |
| 2022 | Black Knight | Ryu Seok  | Netflix    | [ 10 ] [ 17 ] |

### Películas
| Año  | Título                    | Rol                      |
| ---- | ------------------------- | ------------------------ |
| 1999 | Calla                     | Kim Sun-woo              |
| 2002 | Make It Big               | Seong-hwan               |
| 2002 | So Close                  | Yen                      |
| 2004 | Ice Rain                  | Han Woo-sung             |
| 2004 | He Was Cool               | Ji Eun-sung              |
| 2008 | Fate                      | Kim Woo-min              |
| 2010 | A Better Tomorrow         | Lee Young-choon          |
| 2010 | Ghost: In Your Arms Again | Kim Jun-ho               |
| 2012 | Lucid Dreaming            |                          |
| 2014 | Obsessed                  | Kim Jin-pyeong           |
| 2015 | Wonderful Nightmare       | Sung-hwan                |
| 2015 | The Third Way of Love     | Lin Qizheng              |
| 2017 | Man of Will               | Kang Hyung-sik           |
| 2018 | The Bombing               | An Ming Xun / An Ming He |

### Programas de variedades
| Año  | Programa   | Canal    | Notas                       |
| ---- | ---------- | -------- | --------------------------- |
| 2015 | Day Day Up | Hunan TV | invitado, junto a Liu Yifei |

### Videos musicales
| Año  | Título de canción | Artista     | Notas                                                     |
| ---- | ----------------- | ----------- | --------------------------------------------------------- |
| 2001 | "Once Upon a Day" | Kim Bum-soo | apareció junto a Song Hye-kyo y Ji Jin-hee                |
| 2005 | "Sad Love Story"  | Yoon Gun    | apareció junto a Kim Hee-sun y Kwon Sang-woo              |
| 2008 | "I Miss You"      | SG Wannabe  | apareció junto a Park Yong-ha, Lee Yeon-hee y Ha Seok-jin |

## Discografía
| Información de álbum | Listado de pista |
| --- | --- |
| Song Seung-heon Vol. 1 - Álbum - liberado: 7 de diciembre de 2004 - Label: Synnara Music                                    | Track listing 1. I love you 2. 널 지울때까지 3. 그 모든 눈물(Take 1) 4. Miss Flower 5. 혼 6. 그 모든 눈물(Take 2) 7. 그래요, 그렇다고, 그렇게 8. 외사랑 9. Playin' Playin' 10. I love you (instrumental) 11. 그 모든 눈물 (instrumental) |
| Even After Ten Years / For You... - 2 tracks from Sad Love Story OST - liberado: 3 de febrero de 2005 - Label: Doremi Media | Track listing 1. 십년이 지나도 (Even After Ten Years) 4. 그대를... (For You...) |
| Last Love - 1 track from 'Dr. Jin OST - liberado: 3 de julio de 2012 - Label: LOEN Entertainment                            | Track listing 5. 마지막 사랑 (Last Love) |

## Premios y nominaciones
| Año  | Premios                                                         | Categoría | Nominación                 | Resultado |
| ---- | --------------------------------------------------------------- | --- | -------------------------- | --------- |
| 1997 | KMTV                                                            | mejor actor nuevo |                            | Ganador   |
| 1998 | 34th Baeksang Arts Awards                                       | actor más popular (TV) | You and I                  | Ganador   |
| 1998 | SBS Drama Awards                                                | premio a la popularidad | Winners                    | Ganador   |
| 1999 | 20th Blue Dragon Film Awards                                    | mejor actor nuevo | Calla                      | Nominado  |
| 1999 | SBS Drama Awards                                                | premio a la popularidad | Happy Together             | Ganador   |
| 1999 | SBS Drama Awards                                                | Top 10 Stars | Happy Together             | Ganador   |
| 2000 | KBS Drama Awards                                                | premio a la popularidad | Autumn in My Heart         | Ganador   |
| 2000 | KBS Drama Awards                                                | premio al más fotogenico | Autumn in My Heart         | Ganador   |
| 2001 | SBS Drama Awards                                                | premio a la excelencia actor de drama especial | Law Firm                   | Nominado  |
| 2001 | SBS Drama Awards                                                | Top 10 Stars | Law Firm                   | Ganador   |
| 2008 | MBC Drama Awards                                                | Grand Prize (Daesang) | East of Eden               | Ganador   |
| 2008 | MBC Drama Awards                                                | premio alta excelencia, actor | East of Eden               | Nominado  |
| 2008 | MBC Drama Awards                                                | premio a la popularidad, actor | East of Eden               | Ganador   |
| 2008 | MBC Drama Awards                                                | mejor pareja junto a Lee Yeon-hee | East of Eden               | Ganador   |
| 2009 | 4th Andre Kim Best Star Awards                                  | Male Star Award | [NA]: {{{1}}}              | Ganador   |
| 2009 | 17th Korean Culture and Entertainment Awards                    | Grand Prize (Daesang) de Drama | East of Eden               | Ganador   |
| 2009 | 45th Baeksang Arts Awards                                       | mejor actor (TV) | East of Eden               | Nominado  |
| 2010 | Ministry of Culture, Sports and Tourism Content Industry Awards | Distinción Hallyu premio al mérito en entretenimientot (junto a Girls' Generation) \|\| \|\| rowspan="" style="background-color:var(--background-color-success-subtle, #d5fdf4); color:inherit;; text-align:center; vertical-align:middle;" \| Ganador |                            |           |
| 2010 | 44th Taxpayer's Day                                             | Exemplary Taxpayer Citation | [NA]: {{{1}}}              | Ganador   |
| 2011 | 6th Seoul International Drama Awards                            | Outstanding Korean Actor | My Princess                | Nominado  |
| 2011 | MBC Drama Awards                                                | premio alta excelencia, Actor de Miniseries | My Princess                | Nominado  |
| 2012 | 9th China Cosmopolitan Beauty Awards                            | artista más encantador de Asia | [NA]: {{{1}}}              | Ganador   |
| 2012 | MBC Drama Awards                                                | premio alta excelencia, Actor de Miniseries | Dr. Jin                    | Nominado  |
| 2013 | MBC Drama Awards                                                | premio alta excelencia, Actor de Miniseries | When a Man Falls in Love   | Nominado  |
| 2014 | 35th Blue Dragon Film Awards                                    | premio a la popularidad | Obsessed                   | Ganador   |
| 2015 | 49th Taxpayers' Day                                             | Presidential Commendation | [NA]: {{{1}}}              | Ganador   |
| 2016 | 8th Style Icon Asia                                             | Top 10 Style Icons | [NA]: {{{1}}}              | Ganador   |
| 2017 | SBS Drama Awards                                                | premio alta excelencia, Actor de drama (miércoles-jueves) | Saimdang, Memoir of Colors | Nominado  |
| 2018 | 23rd KCA Consumer Day Award                                     | Best Drama Actor | Player                     | Ganador   |